# El Pueblo Gallego
El Pueblo Gallego fue un periódico español publicado en Vigo entre 1924 y 1979. Propiedad de Manuel Portela Valladares en sus primeros años, durante la Dictadura franquista formó parte de la cadena de prensa del «Movimiento».

## Historia
El diario fue fundado en 1924 por el político Manuel Portela Valladares, que sería el propietario del mismo durante los primeros años. El primer número de El Pueblo Gallego fue publicado el 24 de enero de 1924. Ramón Fernández Mato fue nombrado director, ocupando el cargo entre 1924 y 1927.
En su primera etapa, el diario tuvo una línea editorial republicana liberal y centrista, y mantuvo algunas vinculaciones con el PSOE. El diario alcanzó una cierta importancia en el ámbito de Galicia. Durante la Segunda República el diario se identificó con el nuevo régimen y de hecho defendió abiertamente la constitución republicana. Si bien durante los primeros años de la República el diario apoyó los planteamientos del Partido Galleguista, a partir de 1933 este apoyo prácticamente desapareció. En el ámbito cultural y literario, de esta época destaca la colaboración de escritores y personalidades como Castelao, Jesús Bal y Gay, Ramón Otero Pedrayo o Valentín Paz Andrade, así como el pintor Carlos Maside. En estos años llegó a publicar algunos artículos en gallego.
También es reseñable la ocasión en que el poeta García Lorca publicó en las páginas del diario sus Seis poemas galegos, en 1932.
Con el estallido de la Guerra civil, las instalaciones del diario fueron confiscadas por las fuerzas sublevadas. Bajo autorización militar, el líder falangista Manuel Hedilla utilizaría parte de las instalaciones de El Pueblo Gallego para fundar el 21 de octubre de 1936 el diario Arco en Orense. Posteriormente, el 10 de enero de 1937 El Pueblo Gallego se convirtió en propiedad de FET y de las JONS, y durante la Dictadura franquista pasó a integrarse en la Cadena de Prensa del Movimiento. En la etapa franquista por la dirección del diario pasaron, entre otros, Jesús Suevos, José María Castroviejo, Félix Morales o José Luis Banús Aguirre. Tras la muerte de Franco el diario fue integrado en el órgano Medios de Comunicación Social del Estado. Fue clausurado el 17 de junio de 1979 por razones económicas.